# Giacomo Joyce
Giacomo Joyce is een minder bekende tekst van James Joyce.  Joyce schreef dit manuscript tijdens zijn verblijf in Triëst, waarschijnlijk in 1914. Het manuscript werd gered door de broer van Joyce: Stanislaus Joyce. Deze tekst was niet voor publicatie bestemd, maar verscheen postuum in 1968 (Nederlandse vertaling door Gerardine Franken in 1969).
Het is dubbelzijdig beschreven op acht grote bladzijden, die samengehouden worden door een blauwe papieren kaft. Dit is het enige werk van Joyce waarin de stad Dublin niet centraal staat. De setting van Giacomo Joyce is Triëst. Giacomo Joyce is een liefdesverhaal, Joyce schreef het in de periode dat hij verliefd was op Amalia Popper, een studente van hem.
In 2019 verscheen in een oplage van 175 een bibliofiele uitgave van deze tekst bij Stichting de Roos, vertaald door Erik Bindervoet en Robert-Jan Henkes en geïllustreerd door Erik Bindervoet.